# Omer Coppens

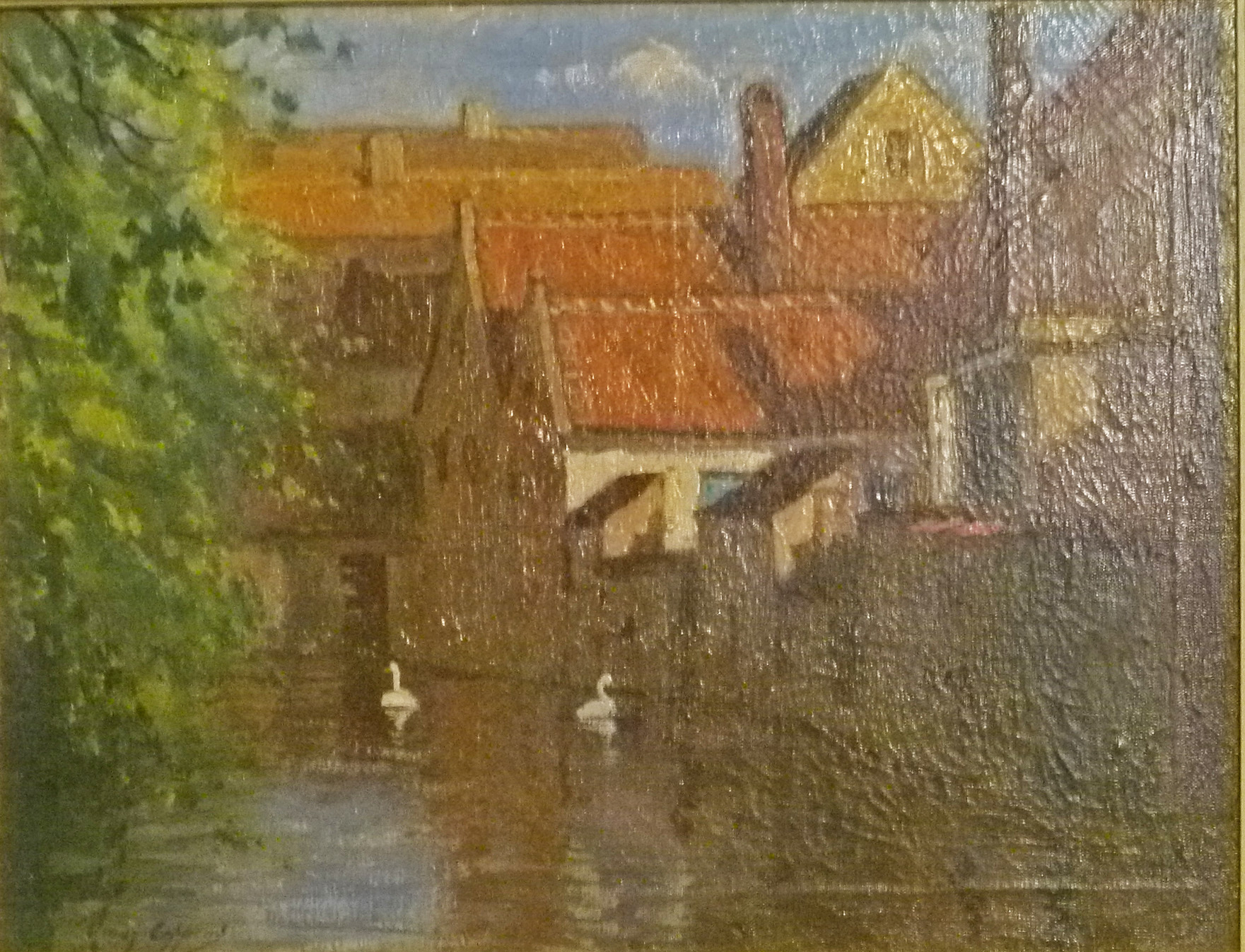
Brugs reienzicht met witte zwanen

Omer Coppens (Duinkerke, 1864 - Elsene, 1926) was een Frans-Belgisch kunstschilder, aquarellist, lithograaf en etser van genretaferelen, landschappen, marines en stadgezichten. Coppens behoorde tot de zogenaamde School van het Rooklooster. 
Omer Auguste Léopold Napoléon Coppens werd in Frankrijk geboren uit Vlaamse ouders, afkomstig uit de omgeving van Geraardsbergen. Coppens was in 1883 een leerling aan de Gentse Academie en in 1884 van de Academie van Sint-Joost-ten-Node. Zijn eerste tentoonstelling hield Coppens in 1885 in Gent. Vanaf 1888 werkte Coppens als etser mee aan de albums van de Société des Aquafortistes Belges. In 1905 exposeerde Coppens op de "Exposition Nationale des Beaux-Arts", het salon van het Ostende Centre d'Art.
Aanvankelijk behoorde hij tot de realistische schilders maar onder invloed van Théo van Rysselberghe evolueerde Coppens naar het impressionisme. Na de Eerste Wereldoorlog bezocht Coppens verscheidene zuiderse landen en zelfs het noorden van Afrika waar hij zonnige impressionistische schilderijen maakte.
Coppens was stichtend lid van Pour l'Art en was lid van L'Essor. Men vindt zijn werk voornamelijk in musea te Brugge en te Oostende.
Omer Coppens was vader van Willy Coppens, de vliegenier die in de Eerste Wereldoorlog de meeste Belgische overwinningen zou behalen.